# Billeberga Kraft
Billeberga Kraft & Energi AB var ett eldistributionsföretag i Billeberga i västra Skåne och ett exempel på de slags energibolag som förr var vanliga på landsbygden. Företaget grundades i oktober 1913 och syftet var framförallt att förse järnvägen med elektrisk energi, men även att ge samhällets invånare möjlighet att ta del av detsamma. Initiativtagare var den dåvarande ledningen inom Landskrona & Helsingborgs Järnvägar. Företagets ursprungliga namn var Billeberga-Ortens Kraft AB. Man ingick avtal med ASEA om byggande av transformationer och annan utrustning. I februari 1915 inleddes de första strömleveranserna. 
Verksamheten växte snabbt: vid starten hade man fjorton abonnenter, i mitten av 1930-talet var antalet abonnenter uppe i nära 140 och på 1990-talet, när verksamheten köptes upp av Sydkraft, hade antalet abonnenter växt till över femtusen. Företaget slogs så småningom ihop med Barsebäcks Energi. 
Arkivhandlingarna från Billeberga Kraft förvaras hos Skånes Näringslivsarkiv i Helsingborg.
I arkivet, som innefattar nästan tvåhundra volymer, finner man ritningar, eltaxor, aktiebrev, personalhandlingar och mycket annat.